# Zaynab bint Alis helgedom

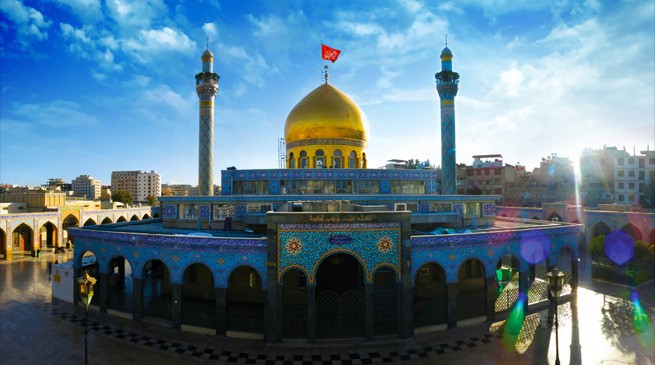
Zaynab bint Alis helgedom.

Zaynab bint Alis helgedom (arabiska: مقام السيدة زينب في الشام) är en stor shiamuslimsk helgedom i Damaskus där Zaynab bint Ali är begravd. Hon var den islamiske profeten Muhammeds dotterdotter. Hon anses vara en hjältinna från slaget vid Karbala och många healingmirakel tillskrivs henne.

## Galleri

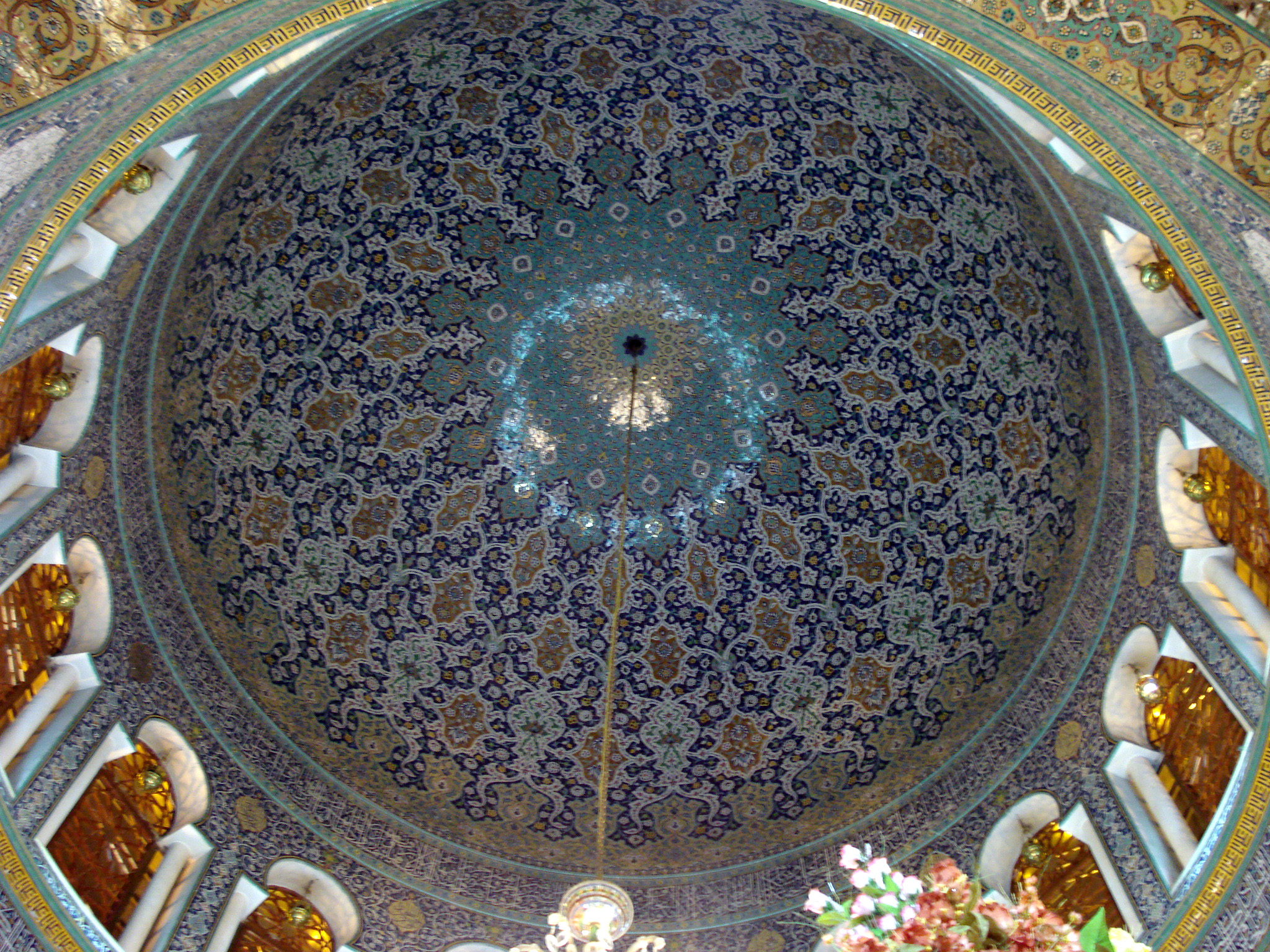
Kupolen på insidan.
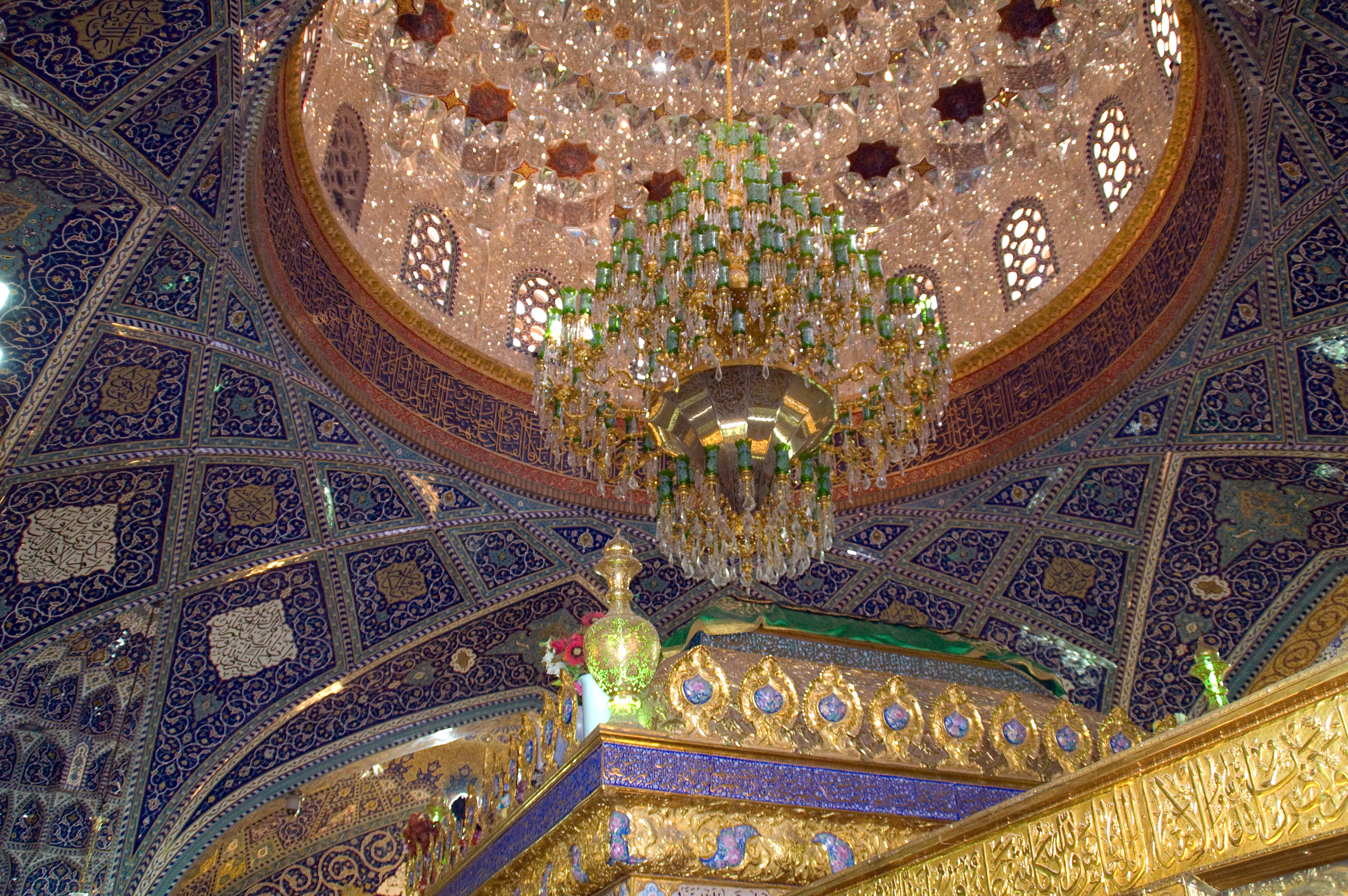
En del av gravmonumentet och taket på insidan.
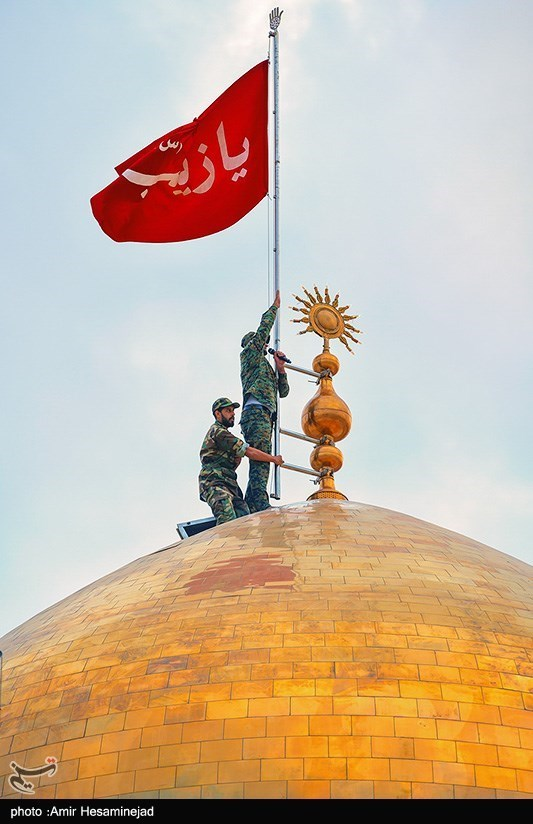
En flagga hissas ovanpå den gyllene kupolen.
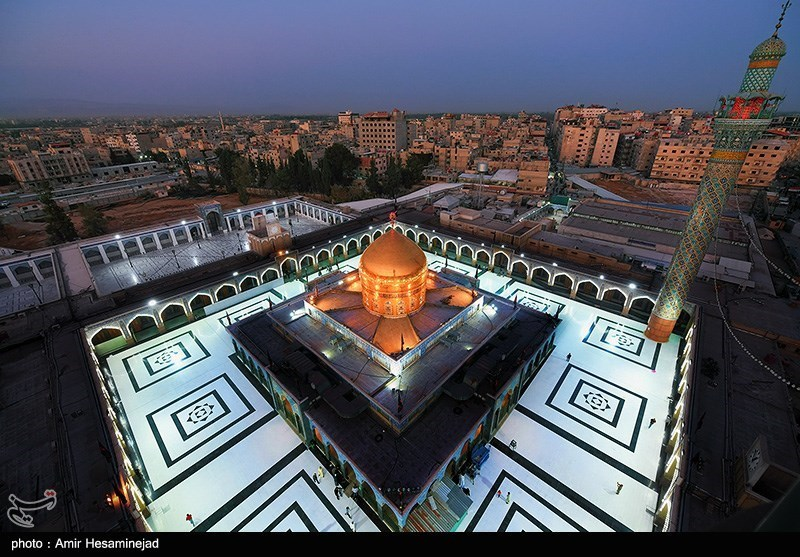
Vy ovanifrån.
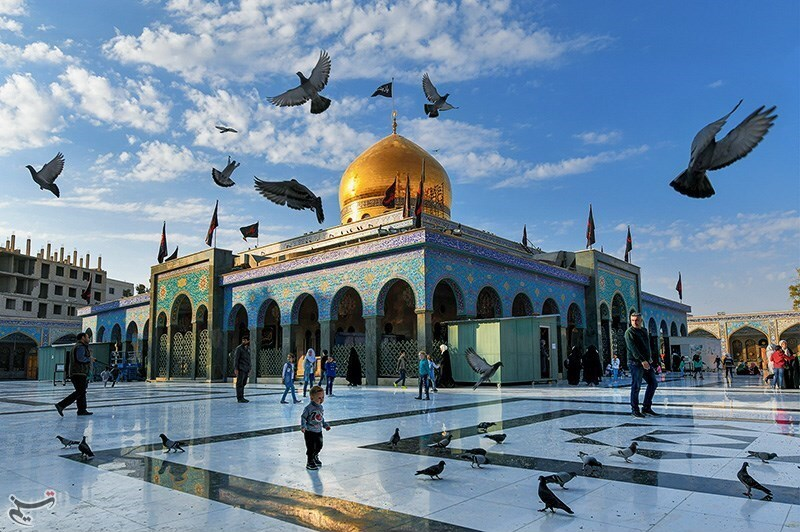
Folk och duvor på gårdsytan.